# Elisa Uga
Elisa Uga (Vercelli, 27 de febrero de 1968) es una deportista italiana que compitió en esgrima, especialista en la modalidad de espada.
Participó en los Juegos Olímpicos de Atlanta 1996, obteniendo una medalla de plata en la prueba por equipos (junto con Laura Chiesa y Margherita Zalaffi).
Ganó cuatro medallas en el Campeonato Mundial de Esgrima entre los años 1988 y 1992, y cuatro medallas en el Campeonato Europeo de Esgrima entre los años 1993 y 1999.

## Palmarés internacional
| Juegos Olímpicos   | Juegos Olímpicos         | Juegos Olímpicos  | Juegos Olímpicos   |
| Año                | Lugar                    | Medalla           | Prueba             |
| ------------------ | ------------------------ | ----------------- | ------------------ |
| 1996               | Atlanta (Estados Unidos) | Medalla de plata  | Espada por equipos |
| Campeonato Mundial |                          |                   |                    |
| Año                | Lugar                    | Medalla           | Prueba             |
| 1988               | Orleans (Francia)        | Medalla de bronce | Espada por equipos |
| 1989               | Denver (Estados Unidos)  | Medalla de plata  | Espada por equipos |
| 1990               | Lyon (Francia)           | Medalla de bronce | Espada por equipos |
| 1992               | La Habana (Cuba)         | Medalla de bronce | Espada por equipos |
| Campeonato Europeo |                          |                   |                    |
| Año                | Lugar                    | Medalla           | Prueba             |
| 1993               | Linz (Austria)           | Medalla de bronce | Espada individual  |
| 1998               | Plovdiv (Bulgaria)       | Medalla de oro    | Espada individual  |
| 1999               | Bolzano (Italia)         | Medalla de oro    | Espada por equipos |
| 1999               | Bolzano (Italia)         | Medalla de plata  | Espada individual  |